# Costatophora serrana
Costatophora serrana is een slakkensoort uit de familie van de Triphoridae. De wetenschappelijke naam van de soort is voor het eerst geldig gepubliceerd in 1927 door P.J. Fischer.